# Michael Rotert
Michael Rotert (* 1. Juli 1950) ist ein deutscher Wirtschaftsingenieur, Unternehmer und Internetpionier.

## Leben
Rotert studierte an der Universität Karlsruhe von Oktober 1971 bis September 1975 Informatik und von Oktober 1975 bis August 1979 Wirtschaftswissenschaften mit Schwerpunkt Operations Research/Informatik. Seine Diplomarbeit zum Wirtschaftsingenieur schrieb er am damaligen Lehrstuhl für Planungs- und Programmier-Techniken von Prozessrechnern über das Thema Kopplung von E-, A-Geräten an ein serielles Bussystem (PDV-Bus).
Ab 1981 war Rotert mehrere Jahre wissenschaftlicher Mitarbeiter am Institut für Telematik der Universität Karlsruhe unter Gerhard Krüger. Dort war er auch mit der technischen Leitung des Rechenzentrums der Informatik-Fakultät betraut. Er implementierte und betrieb den Internet-Mailserver germany (Tech-C) und legte damit den Grundstein für die Verbreitung der Elektronischen Post in Deutschland. Er wird deshalb zu den deutschen Internetpionieren gezählt.
Am 3. August 1984 um 10:14 Uhr MESZ empfing Michael Rotert dort unter seiner Adresse die erste Internet-E-Mail in Deutschland, eine Grußbotschaft von Laura Breeden an der amerikanischen Plattform CSNET aus Cambridge (Massachusetts) zur elektronischen Kommunikation von Wissenschaftlern, die einen Tag zuvor (am 2. August 1984, 12:21 Uhr) abgeschickt worden war. Eine Kopie dieser E-Mail wurde an den Leiter des Projekts, Werner Zorn (Admin-C), geschickt.

„Wilkommen [sic!] in CSNET!

Michael, This is your official welcome to CSNET.“

Rotert errichtete Internetanbindungen in Deutschland (1984), Frankreich (1986) und China (1990). An der Universität Karlsruhe errichtete er 1985 den ersten Internetanschluss einer deutschen Hochschule.
Rotert war Mitgründer und bis April 2000 Geschäftsführer von Xlink, einem der ersten deutschen Internetdienstanbieter, entstanden als universitäres Projekt (eXtended Lokales Informatik Netz Karlsruhe), dann ein Geschäftsbereich der NTG Netzwerk und Telematic GmbH. Im April 2000 wechselte Rotert zu dem im April 1999 gegründeten späteren Mutterkonzern von Xlink, KPNQwest in Amsterdam als Geschäftsführer und Senior Vice President Research & Development. Er war auch Geschäftsführer verschiedener weiterer Serviceprovider und ist Geschäftsführer und Eigentümer eines Providers für kostenloses WLAN. 2003 wurde er in den Vorstand der GTEN AG berufen, einem Anbieter von Dienstleistungen zur Überwachung der Telekommunikation.
Rotert ist außerdem Gründungsmitglied der Internet Society, des DENIC und weiterer nationaler und internationaler Interneteinrichtungen. Er war bereits Fachgutachter für die Europäische Kommission für das ESPRIT-Programm zur Forschungsförderung im Bereich Informationstechnologie sowie Gutachter für die Vereinten Nationen und für das U.S. Department of Commerce.
Im Juni 1999 wurde Rotert zum Honorarprofessor für Informatik an der Hochschule Karlsruhe ernannt, an der er von 1981 bis 2015 einen Lehrauftrag am Fachbereich Informatik ausübte. Außerdem war er von Januar 2000 bis November 2017 Vorstandsvorsitzender des eco – Verband der Internetwirtschaft e. V., seit November 2017 ist er Ehrenpräsident des Verbandes. Rotert war von 2003 bis 2007 Präsident der EuroISPA, des Europäischen Dachverbands der nationalen Vereinigungen von Internetservice-Providern. Bis 2007 war Rotert EuroISPAs Vizepräsident, 2010 wurde er zum Ehrensprecher und repräsentiert den Verband vor allem zum Themenbereich „Cybercrime“ und im Dialog mit Europarat, EU und anderen Verbänden. Er ist in zahlreichen weiteren Gremien und Beiräten Mitglied; zum Beispiel war er Industriesprecher der deutschen G8-Delegation für die Arbeitsgruppe Internetkriminalität – High Tech Cybercrime Unit – der Europäischen Union und Ausschussmitglied des deutschen Wissenschaftsrates. Rotert ist Präsidiumsmitglied des Bundesverbands IT-Mittelstand (BITMi) und Mitglied des Corps Franconia Karlsruhe.
Er gehört zu den Unterstützern der Charta der Digitalen Grundrechte der Europäischen Union, die Ende November 2016 veröffentlicht wurde.
Er wohnt in Landau in der Pfalz und ist dreifacher Familienvater.

## Auszeichnungen (Auswahl)
- Hall of Fame der Computerwoche, die größten Persönlichkeiten der ITK[1]